# Wilhelm Meinhold
Johannes Wilhelm Meinhold (Lütow, 27 de febrero de 1797-Charlottenburg, 30 de noviembre de 1851) fue un sacerdote y autor de la región de Pomerania.

## Biografía
Meinhold nació en Lütow, en la isla de Usedom, donde su padre, Georg Wilhelm Meinhold (1767-1728) era sacerdote luterano.
Creció en la época de las guerras napoleónicas. Meinhold se matriculó como estudiante en la Universidad de Greifswald en la Pomerania sueca en el otoño de 1813. Después de su formación teológica, fue sacerdote en Koserow en Usedom desde 1821 hasta 1827. Durante los siguientes 17 años, fue sacerdote en Krummin, también en Usedom, antes de trasladarse a Pomerania Occidental.
Se jubiló tempranamente debido a su comportamiento poco subordinado a las decisiones de su congregación. Falleció en 1851 en Charlottenburg.
Meinhold fue poeta, dramaturgo y novelista.

## Obras
Las obras más conocidas de Meinhold son dos novelas románticas históricas góticas:
- Maria Schweidler, die Bernsteinhexe se publicó por primera vez de forma anónima en 1838.[1] Fue traducida al inglés como The Amber Witch por Lucie, Lady Duff-Gordon (1821–1869) en 1843.
- Sidonia von Bork, die Klosterhexe (1847), [1] que fue traducida al inglés como Sidonia la hechicera por Jane Wilde, la madre de Oscar Wilde, en 1849. El libro fue impreso por Kelmscott Press de William Morris en 1894. (Véase Sidonia von Borcke .)